# Cristo morto compianto da quattro angeli
Il Cristo morto compianto da quattro angeli è un dipinto a olio su tavola (133,4x104,1 cm) di Rosso Fiorentino, databile al 1525-1526 circa e conservato nel Museum of Fine Arts di Boston.

## Storia
La tradizione che risale a Vasari ricorda l'opera come eseguita per il vescovo di Sansepolcro Leonardo Tornabuoni, uno dei numerosi prelati fiorentini alla corte papale di Clemente VII. Lo storico aretino parlò di un "quadro d'un Cristo morto sostenuto da due angeli", equivocando evidentemente il numero degli angeli, e senza specificare la destinazione prevista per la pala.
Probabilmente ancora nelle mani dell'artista al momento del Sacco di Roma, venne affidata a una suora fiorentina, Maria Maddalena, nel convento di San Lorenzo in Colonna: un documento ricorda come in seguito il Rosso provò a rivendicare alcuni beni lasciati in fretta e furia a Roma, tra cui soprattutto ("specialiter") un Cristo morto contornato da angeli. Una ventina d'anni dopo la tavola era però ancora a Roma, nelle mani di Monsignor Della Casa, come ricordò Vasari stesso nell'edizione del 1550 delle Vite, e in quella del 1568 è aggiornato come in possesso degli eredi (Giovanni Della Casa era nel frattempo morto nel 1556).
Sulla destinazione originaria della pala sono state fatte varie ipotesi, sia relative a un luogo a Roma, che a Borgo San Sepolcro, sede titolare del vescovo Tornabuoni. Più recentemente è stata fatta l'ipotesi che la tavola fosse pensata per la cappella Cesi, in Santa Maria della Pace: in quel caso la pala sarebbe finita al Tornabuoni solo dopo la risoluzione del contratto con Angelo Cesi, magari per una nuova sistemazione architettonica della cappella che richiedeva una tavola di dimensioni maggiori; non è d'altronde da escludere che l'opera, nella sua modernità, fosse stata rifiutata, come era avvenuto per altri lavori dell'artista.

## Descrizione e stile
Cristo morto, col costato ferito, è raffigurato nella sua nudità, seduto sul sepolcro-altare su un sudario blu intenso e retto da quattro angeli. Due di essi, quelli in primo piano, illuminati più fortemente, tengono in mano due grossi ceri: in quello di destra la veste assume originalissimi toni cangianti, tra il rosso e l'azzurro. In terra si trovano gli strumenti della Passione (i chiodi e l'asta con la spugna imbevuta di aceto), mentre in testa Cristo ha ancora la corona di spine.
La tavola, sebbene si ispiri alla tradizione quattrocentesca delle Pietà in cui il Cristo morto è tenuto col busto eretto da angeli o dai dolenti, presenta molti elementi innovativi, a partire proprio dalla figura del Cristo, dalla posa serpentinata, precariamente scivolosa, e mai così possente e sensuale, che dimostra sia l'assimilazione di Michelangelo (ad esempio nelle possenti gambe in scorcio, che ricordano quelle dei Veggenti della volta della Cappella Sistina), sia della statuaria antica: per il torso di Cristo è stato ipotizzato come modello il Torso Gaddi, all'epoca a Roma e oggi agli Uffizi, ma è stato citato anche il Cristo della Minerva; molto scultoreo è anche il braccio destro pendente, così simile a quello della Pietà vaticana. Più che richiamare un modello all'artista doveva però interessare l'esaltazione del corpo umano, accuratamente descritto fino all'ultimo dettaglio nella sua nudità (i peli del pube sono un unicum nella ritrattistica sacra del Cristo), per certi versi conturbante. Il plasticismo del corpo raggiunge infatti vertici di straordinaria morbidezza, sotto una luce calda e intensa, con il piede e le sue dita inarcati, che fanno pensare a un corpo quasi ancora in vita.
Se non fosse per i pochi attributi religiosi, la scena potrebbe essere scambiata per una morte di Adone, restando in bilico tra il tema religioso e il trattamento squisitamente profano e languido di esso, anche in termini sensuali, in accordo con le tendenze dell'arte nell'epoca clementina. Gli angeli, proprio come quelli di Pontormo, lo reggono senza sforzo, con una presa leggera delle mani.
Antonio Natali ha proposto una lettura simile alla Deposizione di Pontormo della Cappella Capponi a Firenze, cioè legata al tema del corpo eucaristico di Cristo che viene deposto sulla mensa d'altare, ipotizzando quindi una destinazione chiesastica della pala, magari all'interno della cappella Cesi in Santa Maria della Pace pure affrescata dal Rosso all'inizio del suo soggiorno romano. Al tema eucaristico richiamerebbero la forma del sepolcro, così simile a un gradino d'altare, e la presenza dei ceri, come se fossero poggiati idealmente sulla mensa.